# Saxo Bank
Saxo Bank — датский инвестиционный банк, предлагающий не столько классические банковские услуги, сколько возможность маржинальной торговли широким спектром финансовых инструментов: валютой, акциями, облигациями, контрактами на разницу, фьючерсами, опционами и другими деривативами, а также оказывает услуги по доверительному управлению. Торговля осуществляется в режиме онлайн через торговую платформу SaxoTrader, которая является собственной разработкой банка.

## История
Банк был основан в 1992 году Ларсом Кристенсеном и Кимом Фурне. Первоначально компания носила имя Midas, которое было изменено на Saxo Bank в связи с получением европейской лицензии на банковскую деятельность в 2001 году.

## Философия
Философия банка во многом основывается на философии объективизма, созданной Айн Рэнд — американской писательницей российского происхождения. Её книга «Атлант расправил плечи» явилась источником вдохновения для создания 7 заповедей банка: рациональность, независимость, порядочность, справедливость, откровенность, продуктивность и гордость.
Другой важной фигурой, оказавшей влияние на философию банка, является Джек Уэлч — талантливый руководитель, долгое время занимавший пост руководителя корпорации Дженерал Электрик.

## Партнерская программа White Label Partnership
Одной из важнейших областей бизнеса Saxo Bank является партнерская программа White Label Partnership (WLP), которая подразумевает продвижение торговой платформы другими финансовыми учреждениями и брокерскими фирмами под собственной торговой маркой. В рамках программы WLP Saxo Bank работает более чем с 85 партнерами и обслуживает клиентов более чем в 177 странах.

## Офисы и представительства
Штаб-квартира Saxo Bank расположена в Копенгагене (Дания), офисы банка работают в Австралии, Великобритании, Испании, Италии, Китае, России, Сингапуре, Франции, Чехии, Швейцарии и Японии.

## Saxo Bank Восточная Европа
Деятельность Saxo Bank на российском и восточноевропейском рынках поддерживается специальным отделом Saxo Bank Восточная Европа, состоящим преимущественно из русскоязычных работников, постоянно проживающих в Дании, руководитель — старший вице-президент банка Виталий Бутбаев. Обслуживание клиентов ведется на русском языке, а торговая платформа SaxoTrader полностью русифицирована. В мае 2009 года банк открыл офис в Праге, сделав его центром обслуживания клиентов Центральной и Восточной Европы.

## «Шокирующие предсказания»
Saxo Bank в конце года регулярно публикует «шокирующие предсказания» о событиях, которые могут существенно повлиять на некоторые секторы мировых рынков.